# 越谷市立中央中学校
越谷市立中央中学校（こしがやしりつ ちゅうおうちゅうがっこう）は、埼玉県越谷市宮前に所在する中学校。

## 沿革
- 1959年 - 越谷市立越ヶ谷中学校と大沢中学校が統合され、越谷市宮前1丁目18番1号の地に開校した。略称は中央中。10月1日を開校記念日と定めている。
- 1962年 - 校歌制定
- 1974年 - 青少年赤十字加盟
- 1976年 - 生徒数の増加に伴い、中央中より栄進中学校が分離する
- 1988年 - 和室完成、和室「竹林亭」開きを挙行
- 1993年 - 体育館「わかたけ館」完成
- 2002年 - 南校舎完成
- 2009年 - プール横にプレハブ校舎完成

## 校章・校歌

### 校章
- 校章の「越谷中央」の文字の下の部分の「竹の葉」は、越ヶ谷宿開発領主である会田家に享保2年（1717年）に生まれた越ヶ谷吾山の家紋に由来する。越ヶ谷吾山は江戸の佐久間柳居の門人となり俳人として活躍する。吾山の門人には「南総里見八犬伝」の作者滝沢馬琴も名をつらねている。また、方言の研究でも有名で、日本最初の方言集「諸国方言物類称呼」を著した。吾山（天明7年没）の墓は天嶽寺に、「出る日の　旅のころもや　はつがすみ」の句碑は久伊豆神社にある。

### 校歌
- 作詞：勝承夫、作曲：宍戸睦郎

## 学校教育目標
- 『自他ともに大切にする生徒』
- 「学びを大切にする」「未来と可能性を大切にする」「いのちと健康を大切にする」

## 概要
- 南校舎には屋上緑化施設、本校舎には竹林亭という名称の和室がある。体育館の正式名称は「わかたけ館」。
- 1974年青少年赤十字活動（JRC）に加盟し、『気づき、考え、実行する』の精神のもと「あしなが学生募金」「体育祭敬老者招待」「ふれあい給食」や福祉体験学習を行っている。2007年5月、日本赤十字社より特別表彰を受けた。
- 2000年度より耐震補強工事を含む校舎の建て替え、校庭の貯水機能工事を行う。通称「平成の大改修」。その結果、集中豪雨の際に校門前の8m道路に現れた「宮前川」は姿を消し、校庭に「中央湖」が出現するようになった。また、本校舎の耐震補強工事後に行われる予定だった全面外装塗装は、諸般の事情(資金不足)により中止となった。
- 耐震補強工事の以前は、本校舎の中央階段にある踊り場は階段の中央になく、概ね上から4分の1の所にあった。その結果、片方は極端に短く、もう一方は極端に長い階段であった。
- 南校舎外壁は明るく華やいだ黄色に塗装されているため、それが中央中の目印にもなっている。2007年度に開校した越谷市立城ノ上小学校の外壁も同様の色が採用されている。

## 学校行事
主な学校行事は、
- 5月修学旅行

京都、奈良で2泊3日の日程で行われる。三年生のみ。
- 6月体育祭

縦割りによる競技進行が行われている。異学年の交流を通して生徒による競技の指導や姿勢の指導が行われている。第3学年種目は担任による仮装リレーが恒例であったが、2004年度を最後に行われていない。中央中最大の行事の一つである。
- 10月合唱祭

2000年度より再開される。当初は体育館での開催であったが、2006年度よりコミュニティーセンター大ホールでの開催となった。中央中最大の行事の一つである。
- 1月スキー教室

2005年度より行われる。福島県あだたら高原スキー場で2泊3日の日程で行われる。一年生のみ。

## 部活動
運動部
- 陸上部
- 野球部
- サッカー部
- ソフトボール部
- 男女ソフトテニス部
- 男女バドミントン部
- 男女バレーボール部
- 男女バスケットボール部
- 剣道部
- 柔道部
- 男女卓球部

文化部
- 吹奏楽部
- 伝統文化部
- 美術部
- 科学部
- 支援部

科学部は、世界で2番目に絶滅危惧種の「コシガヤホシグサ」の培養に成功した。

## 交通アクセス
- 越谷駅西口より朝日バス「花田循環」で越ヶ谷高校前バス停下車、徒歩約3分、運賃100円。ただし、中央中前バス停で下車すると、徒歩約3分だが、運賃180円。

## 卒業生
- 三沢光晴：プロレスリング・ノア代表取締役社長。（1977年度卒業）
- 尾崎毅：弁護士、第二東京弁護士会に所属。（1977年度卒業）
- 小林千晴：日本画家。第56回埼玉県美術展覧会日本画部門県知事賞、岐阜県臥龍桜日本画大賞展入選。（2000年度卒業）
- 大野拓弥：日本中央競馬会所属騎手、杉浦宏昭厩舎所属。（2001年度卒業）
- 藤森敏大：日本相撲協会、木瀬部屋所属　三段目。（2003年度卒業）
- 杉林沙織：女性アイドルタレント、元おはガールフルーツポンチ（2003年度卒業）
- 保岡龍斗：バスケットボール選手。（2010年度卒業）